# Tmesisternus demissus
Tmesisternus demissus là một loài bọ cánh cứng trong họ Cerambycidae.